# William Cohen
William Sebastian Cohen (Bangor, Maine; 28 de agosto de 1940) es un político estadounidense del Partido Republicano. Secretario de Defensa de EE. UU. (1997-2001).

## Origen y formación
Nacido en Bangor, Maine. Hijo de un inmigrante ruso de origen judío y de una protestante de origen irlandés. Graduado cum laude en Latín por la Bowdoin College, y en Derecho por la Universidad de Boston.
Tras graduarse fue socio en una firma de abogados de Bangor y editor jefe del American Trial Lawyers Association. Fue asistente del fiscal del condado de Penobscot (1968-1970) y profesor en la Universidad de Maine (1968-1972). En 1972 se convirtió en profesor de la John F. Kennedy Institute of Politics de la Universidad de Harvard y en 1975 fue nombrado uno de los 10 jóvenes abogados más prometedores por la United States Junior Chamber.

## Inicios en política
Su carrera política dio comienzo en su pueblo natal. Fue miembro del consejo municipal de Bangor (1969-1972) y alcalde (1971-1972). En 1972 fue elegido como republicano a la Cámara de Representantes de EE. UU. por el 2.º Distrito de Maine. En sus primeros años como congresista en Washington, estuvo muy implicado en las investigaciones parlamentarias sobre el escándalo Watergate. Como miembro del Comité Judicial de la Cámara, fue uno de los primeros republicanos en posicionarse a favor del proceso de destitución del presidente Richard Nixon.

## Senador por Maine (1979-1997)
Tras ser reelegido congresista dos veces más (1974 y 1976), en 1978 decidió presentarse candidato al Senado. Se hizo con la nominación del Partido Republicano y en noviembre derrotó al senador demócrata William Hathaway. Cohen sería reelegido senador dos veces más (1984 y 1990), permaneciendo en el Senado casi dos décadas (1979-1997).
En el Senado se especializó en temas de Defensa. Considerado un republicano moderado, fue miembro destacado de los Comités de Defensa e Inteligencia del Senado. Como integrante del Comité de Servicios Armados, respaldó una fuerza naval poderosa y ayudó a forjar un compromiso bipartidista en materia de política sobre misiles antibalísticos. Como miembro del Comité para Asuntos de Inteligencia, de la que fue vicepresidente desde 1987 hasta 1991, Cohen fue coautor de la Ley de Reforma de Supervisión de Inteligencia de 1991, así como de legislación para modernizar los esfuerzos norteamericanos de contrainteligencia y de defensa contra el espionaje político e industrial extranjero. 
Cohen también fue una voz influyente en el Senado en cuestiones de política y seguridad internacional. Sus esfuerzos llevaron a la creación de la Fuerza de Despliegue Rápido (RDF), que más tarde se convirtió en el Mando Central de los Estados Unidos, y del programa de preposicionamiento marítimo. Ambos fueron de importancia clave en el éxito en la guerra del Golfo en 1991. 
Desde 1985 el senador Cohen encabezó la delegación norteamericana de principales funcionarios de la rama ejecutiva y de miembros del Congreso a la Conferencia de Múnich sobre Política de Seguridad, la que reúne a los principales funcionarios de la OTAN y de los países de la Asociación para la Paz. Encabezó asimismo las delegaciones estadounidenses al Diálogo estadounidense-árabe en El Cairo y al Diálogo del Pacífico en Kuala Lumpur, ambas conferencias regionales sobre cuestiones de seguridad y economía. 
Integró la junta directiva del Council on Foreign Relations (CFR) entre 1989 y 1997, y en 1996 presidió el Grupo para Estudios sobre Oriente Medio del CFR.

## Secretario de Defensa (1997-2001)

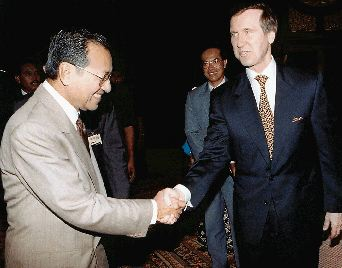
William Cohen junto a Primer ministro de Malasia Mahathir Mohamad (12 de enero de 1998)

Cuando el presidente demócrata Bill Clinton fue reelegido en noviembre de 1996, ofreció a William Cohen ser su nuevo Secretario de Defensa. Los republicanos habían confirmado su control total del Congreso en esas mismas elecciones, y el presidente, nombrando a un republicano jefe del Pentágono, quiso enviar al Congreso una firme señal de su intención de trabajar con un espíritu bipartidista constructivo en temas de Seguridad Nacional. Cohen fue confirmado fácilmente por sus antiguos compañeros del Senado.
En su primer discurso como Secretario de Defensa dijo: «No podemos convertirnos en la policía del mundo, pero tampoco debemos convertirnos en los prisioneros de los acontecimientos mundiales. Debemos asegurarnos de que nuestras fuerzas están preparadas para responder a las crisis siempre y cuando sea necesario. Para ello, hemos de comprar y desarrollar el armamento que sea necesario. Y debemos comprar y desarrollar el armamento adecuado para que nuestras fuerzas estén tecnológicamente desarrolladas para poder actuar de forma rápida y decisiva".
Como único miembro republicano del gabinete de Clinton, en un escenario de fuertes luchas entre el poder ejecutivo y el legislativo, el papel de William Cohen fue el de mediador entre el presidente y los republicanos para asegurar el apoyo bipartidista en todas las decisiones relativas a las Fuerzas Armadas.
En los debates para el presupuesto de Defensa del año fiscal 1998, Cohen se unió a los Jefes del Estado Mayor Conjunto para pedir al Presidente Clinton grandes incrementos en los gastos de defensa. Después de los informes noticiosos sobre la dificultad de la Fuerza Aérea para retener a los pilotos y empleados, el Departamento de Defensa quería obtener su parte del botín del superávit presupuestario. 

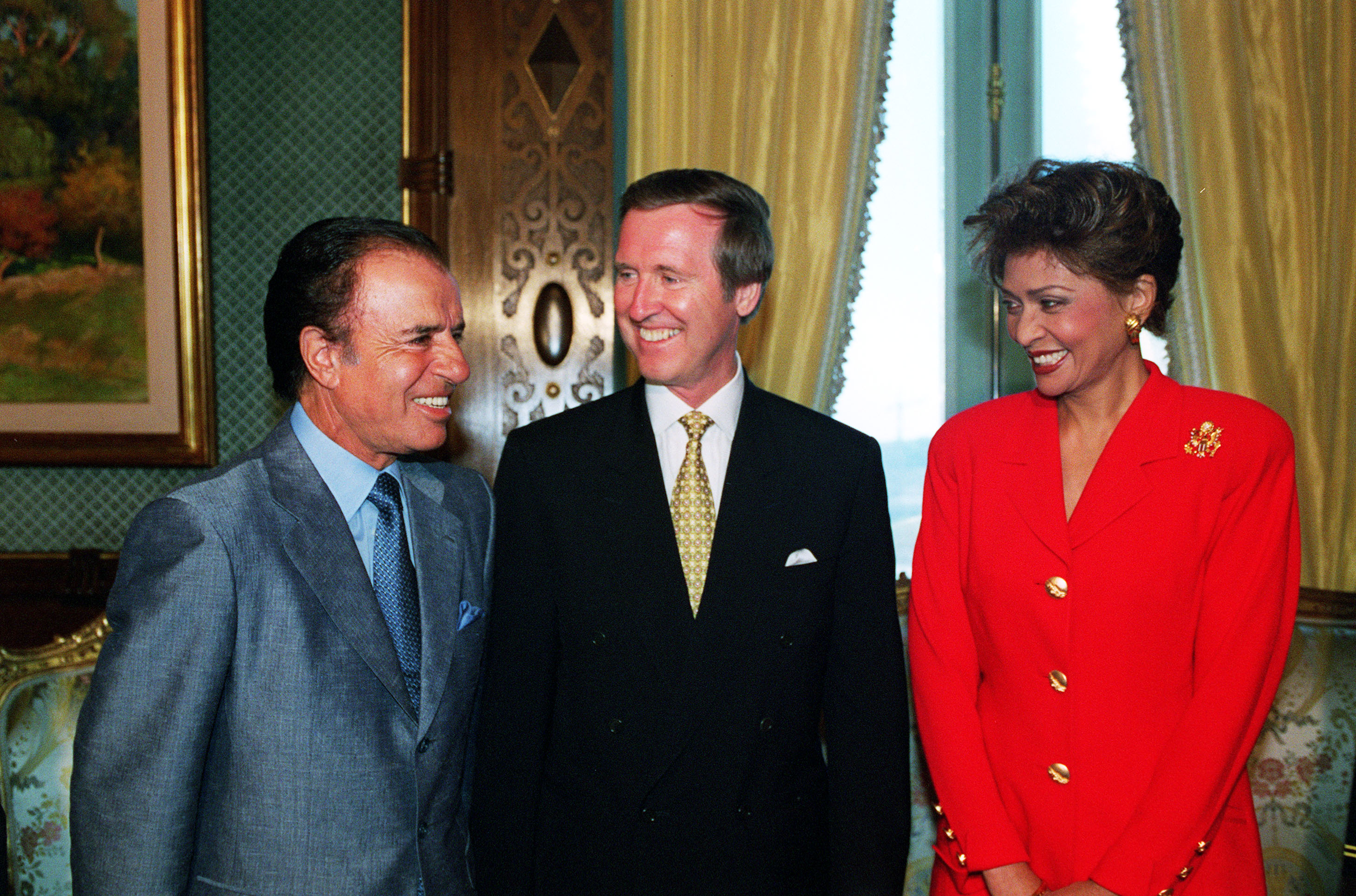
Cohen en 1999 junto a su esposa Janet y el entonces presidente de Argentina, Carlos Saúl Menem.

A medida que la probabilidad de combatir dos guerras simultáneas parecía disminuir, el Departamento de Defensa bajo William Cohen cambió su mentalidad de luchar guerras a ser guardián de la seguridad internacional. Enfocó sus peticiones de más recursos financieros, hacia la necesidad conducir misiones de mantenimiento de paz y de edificación de naciones. Algo que, según los críticos en el Congreso, minaba la preparación para luchar una guerra seria que podría ocurrir en cualquier momento. Según estos, el Pentágono no necesitaba más fondos para ese tipo de misiones tal y como pedía el Secretario Cohen por encargo de Clinton, sino que precisaba una misión más enfocada y racional. Para algunos líderes del Congreso contra cuya oposición tuvo que luchar Cohen, la eliminación de las misiones de paz no solamente ahorraría dinero, sino que eliminaría gran parte del problema de la falta de preparación. Argumentaban que una fuerza lista para combatir podía ser retenida con un nivel presupuestario mucho más bajo.
En relaciones internacionales William Cohen apoyó la expansión de la OTAN con la invitación formal en 1997 a Polonia, Hungría y República Checa para que se unieran a la organización. Se mostró contrario a denunciar el Tratado ABM de 1972 para favorecer el desarrollo del sistema de defensa contra misiles. Por el contrario, defendió un nuevo enfoque según el cual el Tratado ABM ya permitía a Estados Unidos desarrollar programas de defensa antimisiles, por lo que no hacía falta romperlo para desarrollar el sistema.

## Crisis de Irak (1998)
El 16 de enero de 1998 saltó la llamada "crisis de los inspectores" en Irak. El equipo de la ONU abandonaba Irak, tras ser acusado de espiar. EE. UU. puso en marcha la "Operación Trueno del Desierto" con la movilización de 37,000 soldados y comenzó a preparar la intervención militar apoyado por Gran Bretaña y Alemania.
Pero un bando de los aliados europeos, Francia, Italia y Rusia, lanzaron un grito de alarma ante el carácter irreversible de la intervención británico-norteamericana. Estos países apoyaban la misión de mediación llevada a cabo por la Liga Árabe, que presentaría un proyecto de resolución en la ONU para garantizar la aplicación por parte de Irak de las sanciones que le fueron impuestas.
El secretario de Defensa William Cohen acusó a los aliados de la OTAN de no cumplir sus "obligaciones" en la crisis de Irak, cuando se multiplicaban los preparativos para el ataque. A modo de velada amenaza por la falta de colaboración de los países europeos que rechazaban el ataque militar, William Cohen aseguró que esta actitud estaba poniendo en juego una "reducción de nuestro potencial bélico colectivo". En calidad de orador de la 34 Conferencia de Seguridad de Múnich, el Secretario de Defensa repartió sin disimulos palmaditas en la espalda a sus socios europeos "buenos", los que sí "están haciendo mucho", y un par de ataques verbales contra el resto.
Cohen recordó al brazo europeo de la OTAN que tenía unas responsabilidades que asumir y que ello no significaba únicamente aspirar a desempeñar un papel más importante en el concierto internacional, sino también poner a disposición de la Alianza los medios necesarios.
Tras meses de tira y afloja internacional, EE. UU. y Gran Bretaña hicieron valer finalmente sus amenazas sobre el gobierno de Saddam Hussein. El 16 de diciembre de 1998, la víspera del debate sobre la destitución del presidente en el Congreso, Bill Clinton ordenó el bombardeo del país árabe sin la aprobación del Senado de EE. UU. El ataque se produjo a pesar de que los senadores republicanos habían manifestado, poco antes, su oposición a una acción militar a pesar de los intentos de Cohen por convencerlos de lo contrario. 
Entre las posibles dianas figuraban palacios presidenciales y bases militares, la mayor parte emplazadas dentro de los paralelos 36 y 32, que marcan las zonas de exclusión aérea, además de la capital, Bagdad. William Cohen, indicó que la operación se extendería hasta tener la certeza de que todos los objetivos habían sido destruidos. Tanto Cohen como Sandy Berger, asesor de Seguridad Nacional del presidente Clinton, insistieron en que el ataque aspiraba a destruir la capacidad iraquí para construir armas de destrucción masiva.
Durante los meses anteriores se había barajado también la posibilidad de una intervención de grandes dimensiones. Pero William Cohen advirtió al presidente Clinton de que no iban a encontrar mucho apoyo, si es que lo encontraban, entre los demás países de la región para una intervención potente contra Saddam, lo que dejaba tan sólo la posibilidad de lanzar en solitario un ataque a gran escala. Según Cohen, con los ataques aéreos no podían lograr mucho, pero creía que el dictador estaba siendo contenido de manera efectiva.

## Guerra de Kosovo (1999)
Pero la principal crisis internacional a la que tuvo que hacer frente William Cohen en su etapa de cuatro años al frente del Pentágono fue la Guerra de Kosovo. Bill Clinton no había tenido ni tiempo ni ganas de participar en una guerra en la frontera entre Serbia y Albania en la que las fuerzas serbias masacraban a la población civil albano-kosovar. Pero el giro definitivo de la política americana en el conflicto de Kosovo se consumaba el 19 de enero de 1999. 
El presidente dejó solos a sus expertos en la Sala de Situaciones de la Casa Blanca. Sobre la mesa, las fotos de los campesinos kosovares acribillados. "No podemos cruzarnos de brazos ante esta masacre; ha llegado el momento de actuar", dijo la secretaria de Estado Madeleine Albright. William Cohen asumió un papel pasivo de callar y otorgar. El consejero de Seguridad Nacional Sandy Berger representaba el papel vacilante. Su indecisión irritaba a Madeleine Albright que insistía, "debemos prepararnos para lanzar los ataques aéreos". El Pentágono y la CIA apoyaron la determinación del Departamento de Estado y se decidió que había que intervenir. 
El primer ministro británico dio el visto bueno, y en apenas 10 días se construyó el fortín ofensivo de la OTAN. En la minicumbre de la OTAN en Vilamoura, Portugal, William Cohen reta a sus colegas europeos a asumir su parte de responsabilidad en las masacres de civiles en Kosovo: «Si la OTAN no puede conjurar una amenaza como la de Milosevic en estas circunstancias, ¿qué sentido tiene, pues, la Alianza?». Pero los aliados europeos pidieron una "última oportunidad para la paz", y en la conferencia de Rambouillet se consumó la inevitable guerra: tal como planeó la Administración Clinton, los serbios llegaron sin la mínima voluntad de negociar, el Ejército de Liberación de Kosovo tampoco hizo concesiones, y los americanos pudieron preparar la intervención.
El 24 de marzo comenzó la intervención aérea dirigida por la OTAN. Al cabo de cuatro semanas de bombardeos sin resultado aparente, quedó en evidencia el error de cálculo del presidente Clinton. Él y sus asesores habían tardado demasiado en poner atención a la crisis de Kosovo. No habían sido capaces de intervenir personalmente como habían hecho en otros conflictos como el israelí-palestino. Ni tuvieron la capacidad de influir en las actuaciones de Milosevic a través de Borís Yeltsin.
Más tarde se supo que el 7 de agosto de 1998 había llegado a Washington un detalladísmo plan, elaborado por Alexander Vershbow, exrepresentante de Estados Unidos en la OTAN, con el título "Kosovo: momento para una estrategia final".
Vershbow proponía una ofensiva diplomática a dos bandas entre Moscú y Washington con el objetivo de forzar a Milosevic a aceptar un acuerdo pactado de antemano por las dos superpotencias. El plan pasaría necesariamente por el Consejo de Seguridad de la ONU y obligaría a desplegar -pacíficamente- unos 30.000 soldados de la OTAN para velar por su cumplimiento. Pero la estrategia de Vershbow cae en saco roto. Clinton atravesaba los momentos más difíciles de su presidencia en pleno escándalo Lewinsky, lo que le impidió prestar atención y posicionarse a tiempo en el conflicto de Kosovo. 
A pesar de las críticas y la falta de organización y previsión en las actuaciones de la comunidad internacional, la tardía intervención de la OTAN forzó finalmente la firma del acuerdo de Kumanovo, que aseguró la retirada de militares y la ocupación de la provincia de Kosovo por una fuerza conducida por la OTAN (KFOR) incluyendo también tropas rusas.

## Visita histórica a Vietnam (2000)
El Secretario de Defensa William Cohen, inició el 13 de marzo de 2000 una visita histórica a Hanói, la primera de un responsable del Pentágono desde que concluyó la guerra de Vietnam, en 1975. Cohen acudió a unas excavaciones donde podrían encontrarse los restos de soldados estadounidenses desaparecidos durante los combates. 
A su llegada a la capital vietnamita, Cohen fue recibido por el ministro de Defensa de este país. La ayuda humanitaria y el asunto de los soldados estadounidenses desaparecidos durante la guerra centraron las conversaciones bilaterales. La visita de Cohen fue interpretada como un intento estratégico para consolidar el apoyo y la cooperación entre las naciones asiáticas en caso de producirse una crisis regional.

## En la actualidad
Tras abandonar el Departamento de Defensa al término el mandato de Clinton el 20 de enero de 2001, William Cohen creó en Washington el Cohen Group, una firma de consultoría sobre negocios internacionales. Es miembro de la junta de directores del American International Group (AIG) y presidente emérito del Consejo de Negocios EE. UU.-Taiwán.

## Algunas publicaciones
- Julio de 2009, On Common Ground Forbes magazine

- Junio de 2009, Smart Power is Soft Power Politico

- Junio de 2009, Nuclear cooperation with U.A.E. in our interest The Hill

- Mayo de 2009, Obama’s chance to cement ties with India The Financial Times

- Mayo de 2009, No time to cut missile defense The Washington Times

- Abril de 2009, The World Depends on U.S.-China Cooperation The Wall Street Journal

- Septiembre de 2008, The India Deal that Merits Forbes magazine

- Diciembre de 2007, Changing Our Direction www.nationalinterest.org

- Agosto de 2007, What is This Man Thinking? The Washington Post

- Febrero de 2007, Perfect Partners Asian Wall Street Journal

- Julio de 2007, Commentary: North Korea's declaration of independence CNN.com